# Joannes Baptista Van Campfort
Joannes Baptista Van Campfort (Dessel, 22 juni 1825 – aldaar, 24 februari 1909) was een Belgisch politicus.

## Levensloop
Hij was gehuwd met Elisabeth Luyten. Samen hadden ze vijf kinderen.
In 1888 volgde hij  Jozef Raeymackers op als burgemeester te Dessel, een functie die hij uitoefende tot 1908. Hij werd opgevolgd door Auguste Staes.
Hij was de vader van Jan Van Campfort, die eveneens politiek actief en burgemeester te Dessel was.